# Когассет (Каліфорнія)
Когассет (англ. Cohasset) — переписна місцевість (CDP) в США, в окрузі Б'ютт штату Каліфорнія. Населення — 830 осіб (2020).

## Географія
Когассет розташований за координатами 39°54′10″ пн. ш. 121°44′41″ зх. д. / 39.90278° пн. ш. 121.74472° зх. д. (39.902714, -121.744821).  За даними Бюро перепису населення США в 2010 році переписна місцевість мала площу 65,54 км², уся площа — суходіл.

## Демографія
Згідно з переписом 2010 року, у переписній місцевості мешкало 847 осіб у 355 домогосподарствах у складі 235 родин. Густота населення становила 13 особи/км².  Було 408 помешкань (6/км²).
Расовий склад населення:
| - 90,2 % — білих - 1,7 % — корінних американців - 0,9 % — чорних або афроамериканців - 0,2 % — азіатів - 0,1 % — вихідців з тихоокеанських островів - 2,4 % — осіб інших рас |

До двох чи більше рас належало 4,5 %. Частка іспаномовних становила 5,1 % від усіх жителів.
За віковим діапазоном населення розподілялося таким чином: 21,0 % — особи молодші 18 років, 66,2 % — особи у віці 18—64 років, 12,8 % — особи у віці 65 років та старші. Медіана віку мешканця становила 45,5 року. На 100 осіб жіночої статі у переписній місцевості припадало 111,8 чоловіків;  на 100 жінок у віці від 18 років та старших — 111,7 чоловіків також старших 18 років.
Середній дохід на одне домашнє господарство  становив 58 598 доларів США (медіана — 57 292), а середній дохід на одну сім'ю — 68 390 доларів (медіана — 59 260). За межею бідності перебувало 11,5 % осіб, у тому числі 8,7 % дітей у віці до 18 років та 22,9 % осіб у віці 65 років та старших.
Цивільне працевлаштоване населення становило 409 осіб. Основні галузі зайнятості: освіта, охорона здоров'я та соціальна допомога — 25,7 %, науковці, спеціалісти, менеджери — 23,0 %, роздрібна торгівля — 15,2 %, сільське господарство, лісництво, риболовля — 7,8 %.